# John Hendricks
John Hendricks (n. 29 martie 1952, Matewan⁠(d), Virginia de Vest, SUA) este un om de afaceri american și fondator și președinte al Discovery Communications, o companie de producție și difuzare de filme care deține printre altele rețelele Discovery Channel, TLC și Animal Planet.